# Milakovići (Prijepolje)
Milakovići (Servisch cyrillisch Милаковићи) is een plaats in de Servische gemeente Prijepolje. De plaats telt 66 inwoners (2002).